# Liberty (Washington)

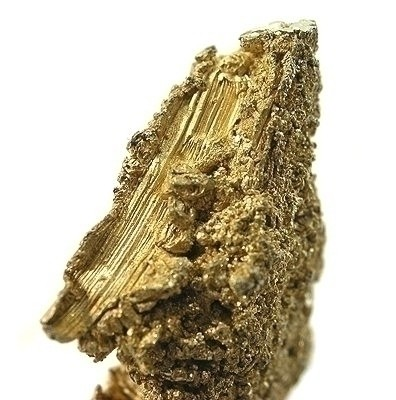
Kristallines Gold-Fundstück aus Liberty (Detail), Gesamtgröße 3,6 cm × 2,1 cm × 1,0 cm.

Liberty ist ein kleines gemeindefreies Gebiet im Kittitas County im US-Bundesstaat Washington. Als eines von vielen Goldsucher-Lagern war Liberty nach den Goldfunden am Swauk Creek 1873 entstanden. Diese Vorkommen sind wegen ihrer Fundstücke aus kristallinem Gold bemerkenswert.
Liberty war früher als Williams Creek bekannt. Sein Name wurde ihm 1892 von Gus Nelson verliehen.